# Glutamina sintase

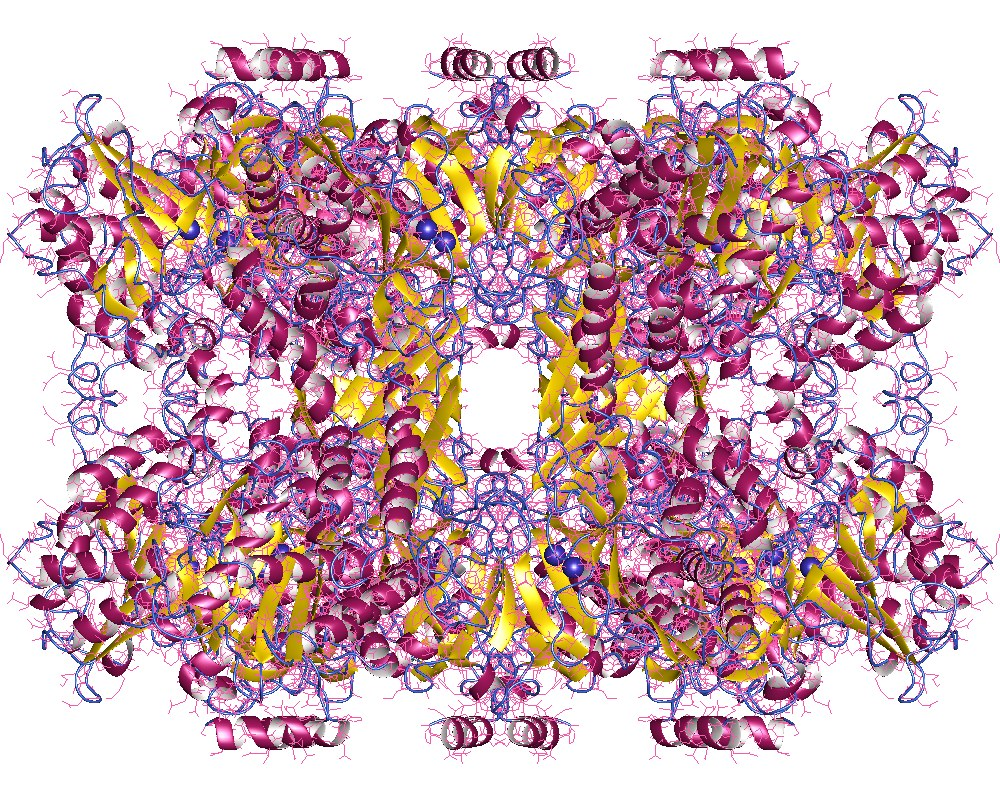
glutamine synthetase dodekamer, Salmonella enterica.

Glutamina sintase (GS) (número EC 6.3.1.2) é uma enzima que desempenha um papel essencial no metabolismo do nitrogênio por catalisar a condensação de glutamato e amônia para formar glutamina:
Glutamato + ATP + NH3 → Glutamina + ADP + fosfato

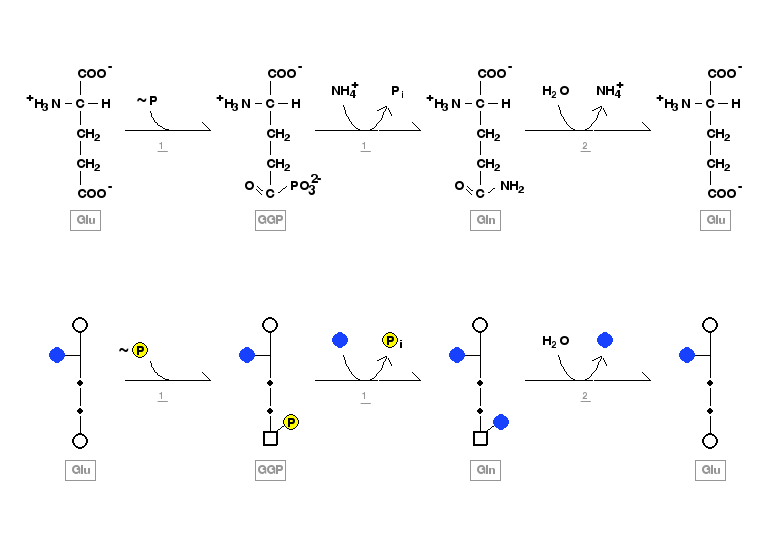
Projeções de Fischer, parte superior, e modelo polygonal, parte inferior, das reações que mostram a ação da enzima glutamina sintase (1) em tecidos extra-hepáticos. O excesso de amônia, tóxico na maioria dos animais, reage com o glutamato (Glu) com participação do ATP, formando glutamina (Gln). Nessa reação é formado o intermediário Ύ-glutamil fosfato (GGP). Após ocorrer o transporte da glutamina ao fígado, a enzima hepática glutaminase (2) regenera a molécula de glutamato, com liberação do amônio, que pode ser direcionado ao ciclo da ureia. ATP e ADP são omitidos nesse esquema. ~P e P_{i} são, respectivamente, fosfato de alta energia do ATP e fosfato inorgânico.